# Danny Castillo
Danny Alfonso Castillo (25 de Agosto de 1979) é um lutador americano de artes marciais mistas, representante da Team Alpha Male. Competiu no Peso Leve do Ultimate Fighting Championship até final de 2015, foi demitido no início do ano de 2016 e não voltou a competir profissionalmente desde então. Profissional desde 2007, Castillo marcou seu nome lutando em eventos na Califórnia.

## Carreira no MMA

### Começo da carreira
Castillo começou a treinar MMA no ensino médio, onde se juntou à equipe de wrestling da escola. Seu vice diretor, que também era treinador de wrestling, disse a Castillo que havia entrado para a equipe, que ele não chamaria sua mãe após ver Castillo em problemas constantes. Castillo afirmou que estava com medo em seu primeiro dia de prática, "Eu fui [palavrão] chutado para fora de mim naquele dia, mas após isso, eu não fiquei mais nervoso em praticar wrestling." Após deixar a escola, Castillo se formou na escola pública e participou da Menlo College; tornando-se NAIA All American em 2004.
Ele fez sua estréia profissional em Novembro de 2007, lutando duas vezes no mesmo mês, vencendo as duas por finalização no primeiro round. Após ter 3-0, Castillo entrou para o card da sétima edição do Palace Fighting Championship. Ele enfrentou Andy Salazar e venceu por finalização.
Ele venceu cinco lutas seguidas, e após derrotar o veterano do Strikeforce, Isaiah Hill, assinou com o WEC.

### World Extreme Cagefighting
Castillo fez sua estréia contra Donald Cerrone no WEC 34, perdendo por finalização no primeiro round. Ele enfrentou Rafael Dias no WEC 36, vencendo por nocaute técnico no segundo round.
Quatro meses despoi Castillo enfrentou Phil Cardella no WEC 39. Ele venceu a luta por decisão dividida. Ele também derrotou Ricardo Lamas, vencendo sua terceira luta seguida no WEC.
Castillo foi derrotado por Shane Roller por finalização no terceiro round WEC 44.
Castillo parecia se recuperar da derrota para Roller quando enfrentou Anthony Pettis no WEC 47, mas perdeu por nocaute após ser pego com um chute na cabeça.
Castillo derrotou o estreante no WEC Dustin Poirier por decisão unânime em 18 de Agosto de 2010 no WEC 50.
Castillo em seguida lutou contra Will Kerr em 16 de Dezembro de 2010 no WEC 53. Ele venceu por nocaute no primeiro round.

### Ultimate Fighting Championship
Eu Outubro de 2010, World Extreme Cagefighting se fundiu com o Ultimate Fighting Championship. Como parte da fusão, todos os lutadores do WEC se transferiram para o UFC. Em 31 de Dezembro de 2010, Castillo oficialmente um lutador contratado pelo UFC, assinando um contrato de quatro lutas com a promoção.
Em sua estréia no UFC, Castillo enfrentou Joe Stevenson em 3 de Março de 2011 no UFC Live: Sanchez vs. Kampmann. Castillo controlou toda a luta e venceu por decisão unânime.
Castillo enfrentou Jacob Volkmann em 14 de Agosto de 2011 no UFC on Versus 5. Ele perdeu a luta por decisão unânime.
Castillo enfrentou Shamar Bailey em 19 de Novembro de 2011 no UFC 139. Bailey pesou 3 pounds acima, como resultado perdeu 20 porcento da sua bolsa, e a luta aconteceu em um peso casado de 158 lb. Castillo venceu a luta por nocaute técnico no primeiro round.
Castillo enfrentou Anthony Njokuani em 30 de Dezembro de 2011 no UFC 141 há cinco semana da luta, substituindo o lesionado Ramsey Nijem. Ao longo da luta Castillo conseguiu aplicar diversos suplex e sufocou seu oponente no chão. Ele venceu a luta por decisão dividida.
Castillo enfrentou John Cholish em 5 de Maio de 2012 no UFC on Fox: Diaz vs. Miller. Ele derrotou Cholish por decisão unânime.
Castillo era esperado para enfrentar Michael Johnson em 1 de Setembro de 2012 no UFC 151. Porém, após o cancelamento do evento, a luta entre Castillo e Johnson foi remarcada para 5 de Outubro de 2012 no UFC on FX: Browne vs. Pezão. Após um primeiro round dominante de Castillo, onde quase finalizou Johnson com golpes e com uma tentativa de finalização, ele foi nocauteado com um contragolpe de esquerda aos 1:06 do segundo round.
Castillo enfrentou Paul Sass em 16 de Fevereiro de 2013 no UFC on Fuel TV: Barão vs. McDonald. Castillo usou seu chão superior e o ground and pound no caminho para uma vitória por decisão unânime.
Castillo era esperado para enfrentar Bobby Green em 27 de Julho de 2013 no UFC on Fox: Johnson vs. Moraga. Porém, uma lesão tirou Green do evento e ele foi substituído por Tim Means. Means não bateu o peso e a luta se tornou Peso Casado em 160 lbs. Castillo venceu por decisão unânime.
Castillo enfrentou o brasileiro Edson Barboza em 14 de Dezembro de 2013 no UFC on Fox: Johnson vs. Benavidez II. Castillo começou bem no primeiro round chegando quase a nocautear Edson, mas ao decorrer da luta perdeu ritmo e foi controlado por Edson em pé, chegando quase em alguns momentos sendo nocauteado e acabou perdendo por Decisão Majoritária. Castillo e Barboza ainda faturaram o prêmio de Luta da Noite.
Castillo era esperado para enfrentar Isaac Vallie-Flagg em 26 de Abril de 2014 no UFC 172. Porém, a organização resolveu tirar Castillo da luta e colocar em seu lugar Takanori Gomi. Castillo continuou no card e enfrentou Charlie Brenneman. Castillo venceu por nocaute no segundo round.
Castillo enfrentaria Tony Ferguson no UFC 176, previsto para 2 de Agosto de 2014. No entanto, devido a uma lesão de José Aldo que faria o evento principal, o evento foi cancelado e a luta foi movida para o UFC 177 em 30 de Agosto. Ele perdeu por decisão dividida em uma polêmica decisão.
Castillo enfrentaria Rustam Khabilov em 3 de Janeiro de 2015 no UFC 182. No entanto, Khabilov teve problemas com o visto, assim não podendo lutar e foi substituído por Paul Felder. Ele foi derrotado por nocaute no segundo round com um belo soco rodado de seu oponente.
Castillo foi novamente colocado para enfrentar Rustam Khabilov em 25 de Julho de 2015 no UFC on Fox: Dillashaw vs. Barão II. No entanto, outra lesão tirou Khabilov da luta, e foi substituído por Jim Miller. Ele foi derrotado por decisão dividida.
Castillo enfrentou Nik Lentz em 19 de Dezembro de 2015 no UFC on Fox: dos Anjos vs. Cerrone II. Ele foi derrotado por decisão dividida, e amargou sua quarta derrota consecutiva.
No dia 29 de Janeiro de 2016, o UFC oficializou a demissão de 9 lutadores, entre eles, Danny Castillo. Após 4 derrotas consecutivas.

## Cartel no MMA
| Cartel no MMA   |             |             |
| 27 lutas        | 17 vitórias | 10 derrotas |
| Por nocaute     | 6           | 3           |
| Por finalização | 4           | 2           |
| Por decisão     | 7           | 5           |

| Res.    | Cartel | Oponente          | Método                            | Evento                               | Data       | Round | Tempo | Local                       | Notas                                       |
| ------- | ------ | ----------------- | --------------------------------- | ------------------------------------ | ---------- | ----- | ----- | --------------------------- | ------------------------------------------- |
| Derrota | 17-10  | Nik Lentz         | Decisão (dividida)                | UFC on Fox: dos Anjos vs. Cerrone II | 19/12/2015 | 3     | 5:00  | Orlando, Florida            |                                             |
| Derrota | 17-9   | Jim Miller        | Decisão (dividida)                | UFC on Fox: Dillashaw vs. Barão II   | 25/07/2015 | 3     | 5:00  | Chicago, Illinois           |                                             |
| Derrota | 17-8   | Paul Felder       | Nocaute (soco rodado)             | UFC 182: Jones vs. Cormier           | 03/01/2015 | 2     | 3:09  | Las Vegas, Nevada           |                                             |
| Derrota | 17-7   | Tony Ferguson     | Decisão (dividida)                | UFC 177: Dillashaw vs. Soto          | 30/08/2014 | 3     | 5:00  | Sacramento, California      |                                             |
| Vitória | 17-6   | Charlie Brenneman | Nocaute (soco)                    | UFC 172: Jones vs. Teixeira          | 27/04/2014 | 2     | 0:21  | Baltimore, Maryland         |                                             |
| Derrota | 16-6   | Edson Barboza     | Decisão (majoritária)             | UFC on Fox: Johnson vs. Benavidez II | 14/12/2013 | 3     | 5:00  | Sacramento, Califórnia      | Luta da Noite.                              |
| Vitória | 16-5   | Tim Means         | Decisão (unânime)                 | UFC on Fox: Johnson vs. Moraga       | 27/07/2013 | 3     | 5:00  | Seattle, Washington         |                                             |
| Vitória | 15–5   | Paul Sass         | Decisão (unânime)                 | UFC on Fuel TV: Barão vs. McDonald   | 16/02/2013 | 3     | 5:00  | London                      |                                             |
| Derrota | 14–5   | Michael Johnson   | Nocaute (socos)                   | UFC on FX: Browne vs. Pezão          | 05/10/2012 | 2     | 1:06  | Minneapolis, Minnesota      |                                             |
| Vitória | 14–4   | John Cholish      | Decisão (unânime)                 | UFC on Fox: Diaz vs. Miller          | 05/05/2012 | 3     | 5:00  | East Rutherford, New Jersey |                                             |
| Vitória | 13–4   | Anthony Njokuani  | Decisão (dividida)                | UFC 141: Lesnar vs. Overeem          | 30/12/2011 | 3     | 5:00  | Las Vegas, Nevada           |                                             |
| Vitória | 12–4   | Shamar Bailey     | TKO (socos)                       | UFC 139: Shogun vs. Henderson        | 19/11/2011 | 1     | 4:52  | San Jose, California        | Bailey não bateu o peso; peso casado 158 lb |
| Derrota | 11–4   | Jacob Volkmann    | Decisão (unânime)                 | UFC Live: Hardy vs. Lytle            | 14/08/2011 | 3     | 5:00  | Milwaukee, Wisconsin        |                                             |
| Vitória | 11–3   | Joe Stevenson     | Decisão (unânime)                 | UFC Live: Sanchez vs. Kampmann       | 03/03/2011 | 3     | 5:00  | Louisville, Kentucky        |                                             |
| Vitória | 10–3   | Will Kerr         | Nocaute (socos)                   | WEC 53: Henderson vs. Pettis         | 16/12/2010 | 1     | 1:25  | Glendale, Arizona           |                                             |
| Vitória | 9–3    | Dustin Poirier    | Decisão (unânime)                 | WEC 50: Cruz vs. Benavidez           | 18/08/2010 | 3     | 5:00  | Las Vegas, Nevada           |                                             |
| Derrota | 8–3    | Anthony Pettis    | Nocaute (chute na cabeça e socos) | WEC 47: Bowles vs. Cruz              | 06/03/2010 | 1     | 2:17  | Columbus, Ohio              |                                             |
| Derrota | 8–2    | Shane Roller      | Finalização (mata leão)           | WEC 44: Brown vs. Aldo               | 18/11/2009 | 3     | 3:32  | Las Vegas, Nevada           |                                             |
| Vitória | 8–1    | Ricardo Lamas     | TKO (socos)                       | WEC 42: Torres vs. Bowles            | 09/08/2009 | 2     | 4:15  | Las Vegas, Nevada           |                                             |
| Vitória | 7–1    | Phil Cardella     | Decisão (dividida)                | WEC 39: Brown vs. Garcia             | 01/03/2009 | 3     | 5:00  | Corpus Christi, Texas       |                                             |
| Vitória | 6–1    | Rafael Dias       | TKO (socos)                       | WEC 36: Faber vs. Brown              | 05/11/2008 | 2     | 2:54  | Hollywood, Florida          |                                             |
| Derrota | 5–1    | Donald Cerrone    | Finalização (chave de braço)      | WEC 34: Faber vs. Pulver             | 01/06/2008 | 1     | 1:30  | Sacramento, California      |                                             |
| Vitória | 5–0    | Isaiah Hill       | Finalização (mata leão)           | CCFC: Mayhem                         | 17/05/2008 | 1     | 2:46  | Santa Rosa, California      |                                             |
| Vitória | 4–0    | Andy Salazar      | Finalização (socos)               | Palace Fighting Championship 7       | 20/03/2008 | 1     | 1:02  | Lemoore, California         |                                             |
| Vitória | 3–0    | Noah Shinable     | TKO (socos)                       | Cage Combat Fighting Championships   | 16/02/2008 | 2     | 2:42  | Sonoma, California          |                                             |
| Vitória | 2–0    | Gigo Jara         | Finalização (mata leão)           | GC 73: High Noon                     | 22/12/2007 | 1     | 3:45  | Sacramento, California      |                                             |
| Vitória | 1–0    | Billy Terry       | Finalização (mata leão)           | GC 71: Lock-n-Load                   | 11/11/2007 | 1     | 2:10  | Porterville, California     |                                             |